# Bruehwiler
Bruehwiler är en sjö i Antarktis. Den ligger i Östantarktis. Australien gör anspråk på området. Bruehwiler ligger 83 meter över havet. Den ligger vid sjön Cameron.
I övrigt finns följande vid Bruehwiler:
- Cameron (en sjö)